# Xabi Castillo
Xabier Castillo Aranburu, plus connu sous le nom de Xabi Castillo, est un footballeur espagnol né le 29 mars 1986 à Durango, Biscaye.

## Biographie
Après avoir fréquenté les équipes de jeunes de l'Athletic Bilbao, il est formé chez le rival de la Real Sociedad. Ayant fait ses débuts dans l'équipe réserve du club, il est prêté à l'UD Las Palmas pour acquérir du temps de jeu. Il fait ensuite ses premiers pas avec l'équipe première du club de San Sebastián en deuxième division et devient quasi immédiatement un titulaire indéboulonnable. 
Libre en juin 2009, il prévoit dans un premier temps de prolonger son contrat. Dès lors, différentes offres affluent de toute l'Europe. Les Wanderers de Bolton, le Racing Santander ainsi que des clubs grecs et italiens s'intéressent à lui. Surpris par une première approche de l'Olympique de Marseille au beau milieu de la saison, il n'hésite pas à faire un appel du pied au Celtic Glasgow. Finalement, ce prometteur arrière gauche grimpera d'un échelon et retournera à l'Athletic Bilbao pour un deal pouvant atteindre 1,6 million d'euros. Il signe ainsi un contrat de quatre ans avec une clause libératoire de 35 millions d'euros.